# Startseite
Der Begriff Startseite (englisch homepage) bezeichnet diejenige Webseite, die ein Webbrowser beim Programmstart bzw. beim Öffnen eines neuen Fensters oder Tabs lädt. Die Startseite ist eine Möglichkeit, von der aus der Benutzer seinen Besuch im World Wide Web beginnt.

## Zum Begriffspaar Startseite und Homepage
‚Startseite‘ ist die Übersetzung von englisch homepage, wörtlich ‚Heim-Seite‘, und war ursprünglich die Seite, die zu einer URL gehört, in Abgrenzung zu Domain. Die beiden Begriffe haben im Deutschen aber unterschiedliche Bedeutungen entwickelt: Unter „Homepage“ versteht man heute die Einstiegsseite (Frontpage), umgangssprachlich auch eine Website (Webpräsenz) als Ganzes. „Startseite“ wird für die Default-Adresse verwendet, auf die ein Webaufruf geleitet wird, und für die internen Einstellungen eines Webbrowsers.

## Einstellung der Startseite
Die Startseite ist bei Erstinstallation eines Webbrowsers voreingestellt. Nach dem Herstellen der Internetverbindung zeigt sie oft auf ein Webportal. Die Startseite ist aber bei allen gängigen Browsern frei wählbar und kann auch eine lokale HTML-Seite sein. Eine lokale Startseite kann auch dann aufgerufen werden, wenn die Internetverbindung noch nicht hergestellt ist.
Moderne Online-Dienste bieten personalisierbare Startseiten an, die vielfältige Funktionen des eigenen Computers und Angebote aus dem Internet kombinieren.

## Geänderte Startseite als Exploit: Startseiten-Hijacking
Malware kann dazu führen, dass die Startseite des Browsers immer wieder auf eine nicht selbst gewählte Webseite wechselt. Dieser Exploit, der meist auf Werbeseiten, oft äußerst fragwürdigen Inhalts zielt, war in den Jahren nach 2000 weit verbreitet und häufige Funktion von Adware oder Spyware, nach dem englischen Hijacking ‚Kapern, gewaltsame Übernahme‘ nennt man diese Sorte Malware Browser-Hijacker. Heute ist das selten geworden, weil moderne Webbrowser ihre Startseite (bzw. die Abschnitte der Konfigurationsdatei oder der Windows-Registrierungsdatenbank (Registry), in der die Adresse eingetragen ist), gegen unautorisierte Veränderung schützen.